# قائمة مراكز التسوق في المدينة المنورة
المدينة المنورة يلقبها المسلمون «طيبة الطيبة» أول عاصمة في تاريخ الإسلام، وثاني أقدس الأماكن لدى المسلمين بعد مكة. هي عاصمة منطقة المدينة المنورة الواقعة على أرض الحجاز التاريخية، غرب المملكة العربية السعودية، تبعد المدينة المنورة حوالي 400 كم عن مكة المكرمة في الاتجاه الشمالي الشرقي، وعلى بعد حوالي 150 كم شرق البحر الأحمر، وأقرب الموانئ لها هو ميناء ينبع والذي يقع في الجهة الغربية الجنوبية منها ويبعد عنها 220 كم، تبلغ مساحة المدينة المنورة حوالي 589 كم²  منها 99 كم² تشغلها المنطقة العمرانية، أما باقي المساحة فهي خارج المنطقة العمرانية، وتتكون من جبال ووديان ومنحدرات سيول وأراض صحراوية وأخرى زراعية ومقابر وأجزاء من شبكة الطرق السريعة.

## قائمة مراكز التسوق المغلقة
|   | مول             | الموقع                                    | عدد المتاجر | ملاحظات |
| - | --------------- | ----------------------------------------- | ----------- | ------- |
| 1 | النور مول       | طريق الملك عبدالله الفرعي، العيون         | ؟           |         |
| 2 | عالية مول       | الحديقة المركزية                          | ؟           |         |
| 3 | المنار مول      | طريق الملك عبدالله الفرعي، الوبرة         | ؟           |         |
| 4 | الراشد ميغا مول | طريق الملك عبدالله الفرعي، حجاج بن الحارث | ؟           |         |

## الاسواق المفتوحة
|   | الاسم              | الموقع                                | عدد المتاجر | ملاحظات                                         |
| - | ------------------ | ------------------------------------- | ----------- | ----------------------------------------------- |
| 1 | سوق قباء           | شارع قباء                             |             | يعتبر من أشهر الاسواق بالمدينه المنوره واقدمها. |
| 2 | سوق الخضار المركزي | عروة الجديدة                          |             | سوق الخضار والفواكه المركزي بالمدينة.           |
| 3 | سوق الحراج المركزي | طريق الامير نايف بن عبدالعزيز، الغابة |             | سوق الخردوات والبضائع المستعملة                 |

## انظر ايضًا
- قائمة مراكز التسوق في جدة